# Michael Starkl
Michael Starkl (* 1982 in Tulln an der Donau, Österreich) ist ein österreichischer Schauspieler, Akrobatiker, Regisseur, Filmproduzent und Unternehmer. Er ist Gründer und Geschäftsführer der STARKLfilm GmbH & Co. KG.

## Ausbildung und Werdegang
Nach einer Akrobatikausbildung erlangte er 2009 sein Diplom an der Universität der Künste Berlin. Schon während seines Studiums spielte er Hauptrollen in zahlreichen Theaterstücken wie Manche mögen's heiß (2005), Maya und Co (2006), Kampf des Jahrhunderts (2008) und später in Westsidestory (2011) oder Blue Jeans (2012).
Parallel zur Arbeit am Theater beginnt er für diverse Filme und Serien vor der Kamera zu stehen, unter anderem für den Kinofilm Dr. Ketel – Der Schatten von Neukölln (2011), die Fernsehfilme Vater aus heiterem Himmel (2010) und Blonder als die Polizei erlaubt (2012) sowie die Serien SOKO Wismar (2011), Eine wie Keine (2010), Hand aufs Herz (2011) und Der letzte Bulle (2013).
Seit 2016 führt auch Regie und gründete die STARKL film GmbH & Co.KG mit welcher er Dokumentationen, Filme, Serien, Shows und Werbespots produziert.

## Filmografie (Regie)
- 2016–2019: GartenKULT(ORF) 4 Staffeln, 40 Episoden
- 2017: ROADKITCHEN (ORF) – 10 Episoden
- 2019–2025: Gartln mit Starkl (Servus TV) – 8 Staffeln
- 2019–2022: Roast Battle (Comedy Central) 6 Staffeln 48 Episoden
- 2019: Aldiana (Werbung, Musikvideo)
- 2019: Evolution (Kurzfilm)
- 2019: Activision – Call of Duty (Werbespot)
- 2020: Die Idil und Ingmar Show (Pluto TV) – 10 Episoden
- 2020–2023: Steyr Challenge (Steyr Arms) – Show-Events
- 2020: Flashback (Kurzfilm)
- 2021: Neudorff (Werbespot)
- 2021: Artists Against Corona – VOD Platform
- 2021: Minimocks (Comedy Central) – 24 Episoden
- 2021: Doppelspaß der Comedy-Kick (Comedy Central) – 1 Episode
- 2021: Was ich eigentlich sagen Wollte (Paramount+) – 8 Episoden
- 2022: Don´t Skip (Comedy Central) 24 Episoden
- 2023: Instagrammatik (WDR) – Show
- 2023: Jokah & Tutty – (Amazon) – 10 Episoden
- 2024: Sportstech – Werbespot
- 2024: Nalan Sipar – (Youtube) – 3 Episoden
- 2024: Comed Battle – (Joyn) – 6 Episoden

## Filmografie (Schauspiel)
- 2010: Da kommt Kalle (Fernsehserie, 1 Folge)
- 2010: Eine wie Keine
- 2010: Vater aus heiterem Himmel
- 2011: Hand aufs Herz
- 2011: SOKO Wismar (Fernsehserie, 1 Folge)
- 2011: Dr. Ketel – Der Schatten von Neukölln
- 2011: Just Buried (Kurzfilm)
- 2012: Blonder als die Polizei erlaubt
- 2013: Der letzte Bulle (Fernsehserie, 1 Folge)
- 2013: Ruth
- 2014: Goethes Faust
- 2014: Der Knastarzt (Fernsehserie, 6 Folgen)
- 2014: SOKO Wien (Fernsehserie, 1 Folge)
- 2015: Copstories
- 2015: SOKO Leipzig – Der Mann ohne Gedächtnis
- 2016: Jenny – echt gerecht
- 2016: Notruf Hafenkante – Ein guter Junge
- 2017: Tatort – Auge um Auge
- 2020: SOKO Kitzbühel – Mitten ins Herz

## Schauspiel (Theater)
- 2005: Manche mögens heiß (Schlossfestspiele Ettlingen) – Regie: Valentina Simeonova
- 2005: Liebe.Komm (Museum für Kommunikation) – Regie: Peter Lund
- 2006: Maya und Co (Neuköllner Oper) – Regie: Peter Lund
- 2007: Besieg den Höhlenmann (UdK Berlin) – Regie: Michael Starkl
- 2008: Kampf des Jahrhunderts (Tribüne Berlin) – Regie: James Lyons
- 2009: Angriff der Weihnachtsmänner (Theater Wechselbad der Gefühle Dresden) – Regie: Sylvia Richter
- 2012: Westsidestory (Volkstheater Rostock) – Regie: Babette Bartz
- 2012: Blue Jeans (Altes Schauspielhaus Stuttgart) – Regie: Ulf Dietrich
- 2015: Ein Käfig voller Narren (Gerhart Hauptmann Theater Görlitz) – Regie: Sebastian Ritschel
- 2016: Sarg niemals Nie (Bar jeder Vernunft Berlin) – Regie: Dominik Wagner